# 브래킷츠 (문서 편집기)
브래킷츠(Brackets)는 웹 개발에 주 초점을 맞춘 소스 코드 편집기이다. 어도비 시스템즈가 개발하였으며 MIT 라이선스로 배포되는 자유-오픈 소스 소프트웨어이며 현재 어도비와 다른 오픈 소스 개발자들에 의해 깃허브에서 관리되고 있다. JavaScript, HTML, CSS로 작성되었다.
2014년 11월 4일, 어도비는 Brackets의 최초(1.0) 릴리스를 발표하였다.

## 같이 보기
- 크로미엄 임베디드 프레임워크
- 문서 편집기 목록
- 아톰 (문서 편집기)